# Camillo Caccia Dominioni

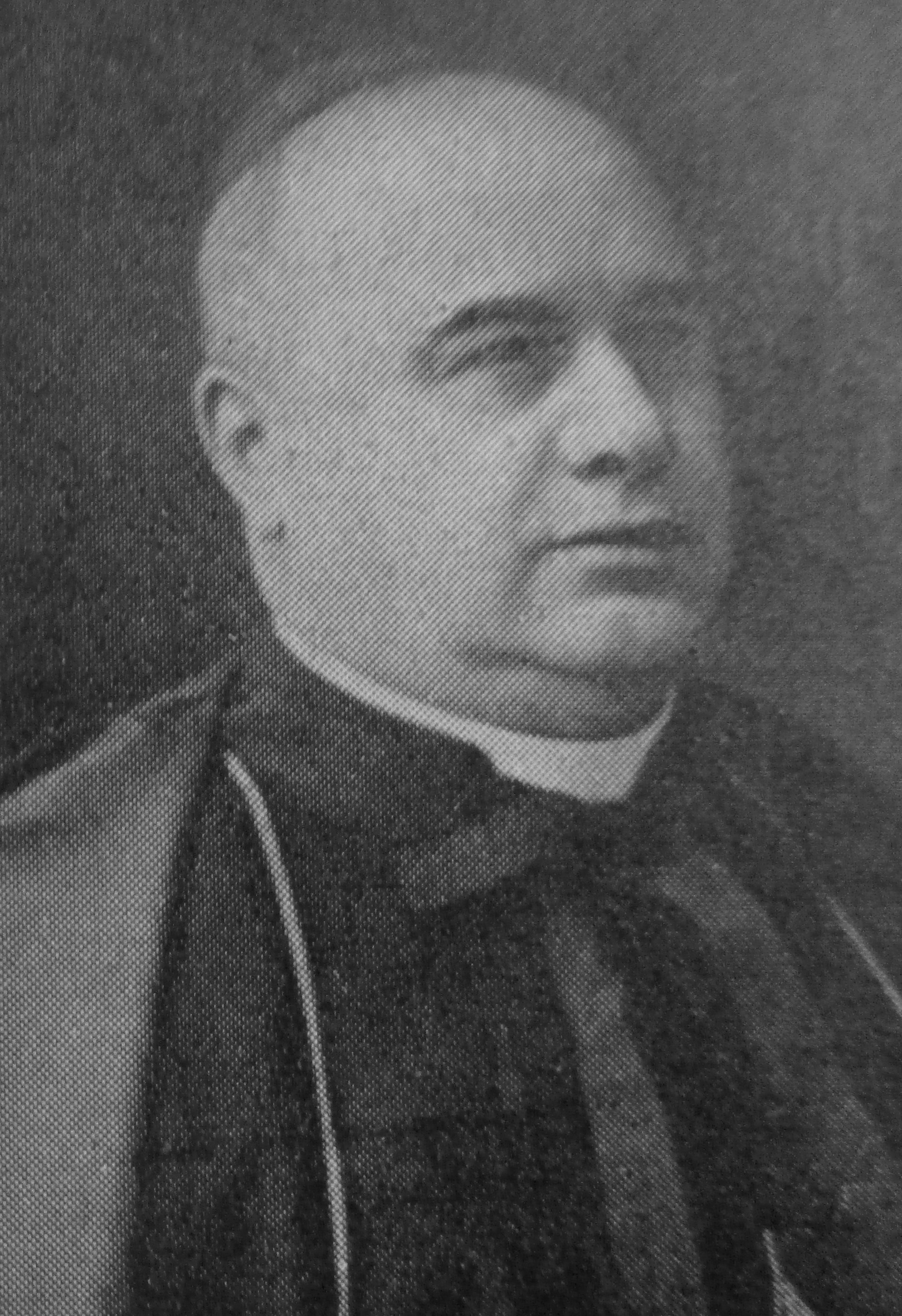
Kardinaal Caccia Dominioni in februari 1939

Camillo Caccia Dominioni (Milaan, 7 februari 1877 – Rome, 12 november 1946) was een Italiaans geestelijke en kardinaal van de Katholieke Kerk.
Caccia Dominioni bezocht het seminarie in zijn geboortestad en studeerde vervolgens verder aan de Pauselijke Gregoriaanse Universiteit, waar hij promoveerde in het canoniek recht. Hij bezocht vervolgens de Pauselijke Ecclesiastische Academie, de diplomatenopleiding van de Heilige Stoel. Hij werd op 23 september 1899 priester gewijd. Hij deed vervolgens tot 1921 pastoraal werk in Rome. Hij werd in 1903 kanunnik-coadjutor van de Sint-Pietersbasiliek en in 1914 Kamerheer van de Paus. In 1921 werd hij apostolisch protonotaris. Paus Benedictus XV benoemde hem in 1921 tot prefect van de Pauselijke Huishouding. Paus Pius XI herbevestigde hem in deze functie. In 1924 werd hij daarnaast kanunnik van de Sint-Pieter.
Caccia Dominioni was een vertrouweling van Pius XI. Hij zat aan diens bed toen Pius overleed. Pius XI creëerde hem in 1935 kardinaal. De Santa Maria in Domnica werd zijn titelkerk. Tijdens het conclaaf van 1939 was hij kardinaal-protodiaken. Hij maakte de verkiezing van de nieuwe paus, paus Pius XII bekend vanaf de buitenloggia van de Sint-Pieter, en kroonde hem met de Palatijnse Tiara op 12 maart 1939.

## Bron
- (en)  Biografische aantekening, met foto, op The Cardinals of the Holy Roman Church

- Bibliothèque nationale de France: cb171416439 (data)
- Gemeinsame Normdatei: 1178076792
- International Standard Name Identifier: 0000 0000 6281 0827
- Istituto Centrale per il Catalogo Unico: RAVV669928
- SNAC: w6ps0pjd
- Virtual International Authority File: 89667764
- WorldCat: E39PBJcKMJTc9jVHpMhkB734v3